# Tĩnh Biên
Tĩnh Biên (chữ Hán phồn thể: 靖邊縣, chữ Hán giản thể: 靖边县, âm Hán Việt: Tĩnh Biên huyện) là một huyện thuộc địa cấp thị Du Lâm, tỉnh Thiểm Tây, Cộng hòa Nhân dân Trung Hoa. Huyện này có diện tích 5088 ki-lô-mét vuông, dân số năm 2002 là 270.000 người. Về mặt hành chính, huyện Tĩnh Biên được chia thành 9 trấn, 13 hương.
- Trấn: Trương Gia Bạn, Nịnh Điều Lương, Thanh Dương Xá, Đông Hàng, Hồng Đôn Giới, Dương Kiều Bạn, Châu Hà, Vương Cừ Tắc, Trung Sơn Giản.
- Hương: Cao Gia Câu, Long Châu, Tiểu Hà, Thiên Tứ Loan, Dương Mễ Giản, Trấn Tĩnh, Kiều Câu Loan, Đại Lạc Câu, Ngũ Lý Loan, Tân Thành, Tịch Ma Loan, Hải Tắc Than, Hoàng Hao Giới.